# Römisches Theater Autun

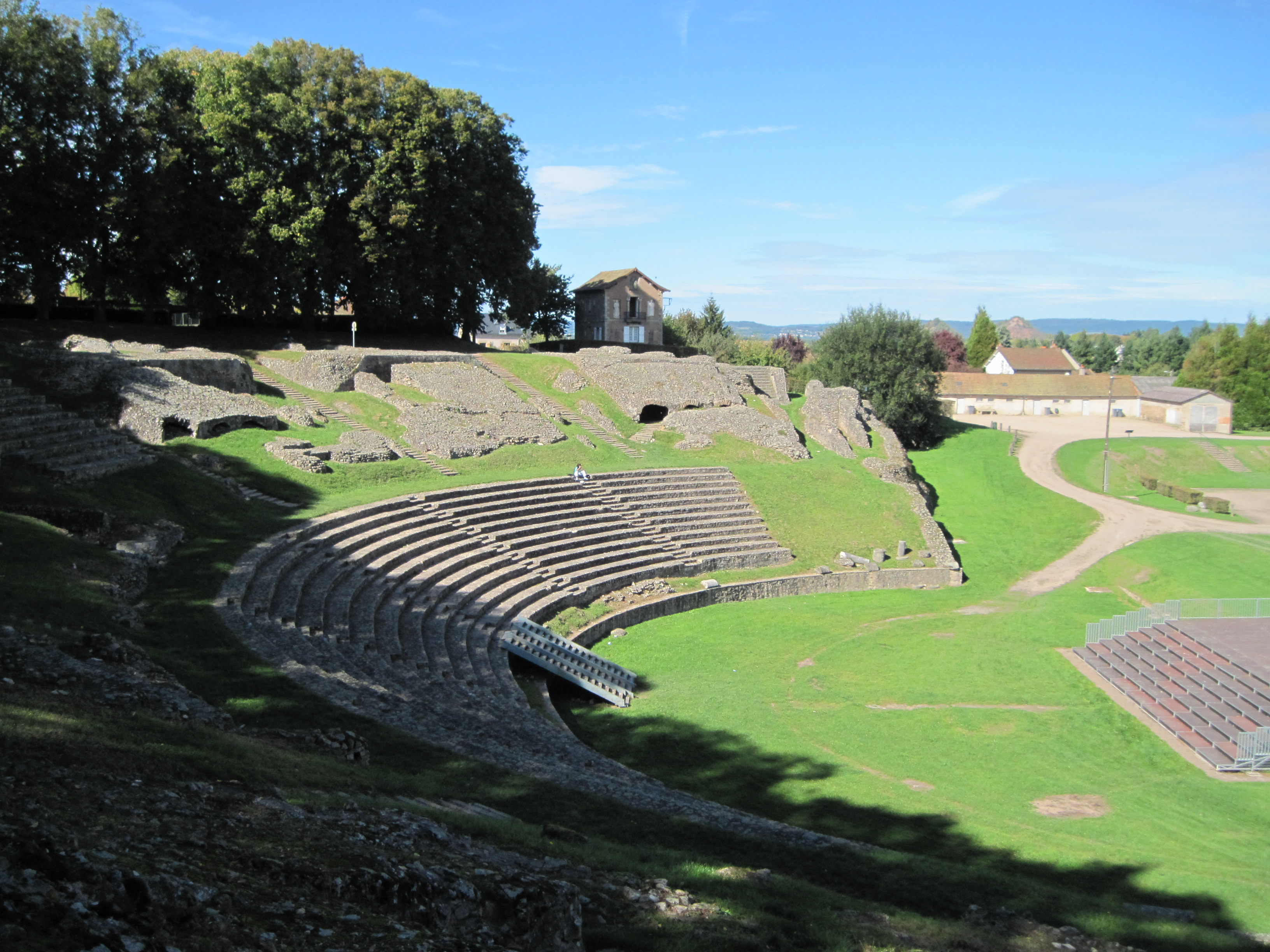
Römisches Bühnentheater Autun

Das Römische Theater in der burgundischen Stadt Autun (lat. Augustodunum) wurde 1840 in die Liste der Bau-, Boden- und Gartendenkmäler in Frankreich Base Mérimée aufgenommen. Es befindet sich in direkter Nachbarschaft zum Lycée Militaire der Stadt und war mit einem Durchmesser von 149 Metern eines der größten römischen Bühnentheater im Westen des Römischen Reiches. Das Theater bot Platz für ca. 15.000 Besucher.

## Geschichte
Kaiser Augustus gründete Augustodunum um 10 v. Chr. an der Fernhandelsstraße Via Agrippa und dem Fluss Arroux. Das in der Ebene gelegene Augustodunum entsprach dem römischen Stadtmodell und war daher mit Bühnen- und Amphitheater ausgestattet. Durch Münzfunde kann die Entstehungszeit des Theaters auf etwa 70 nach Christus datiert werden.
Nach dem Vorbild der gallischen Theater wurden Teile aus Holz gebaut. Das Theater von Autun bestand aus Skene, heute weitgehend verschwunden, und Orchestra sowie einer cavea, dem ansteigenden Zuschauerraum, mit halbkreisförmigen Stufen, gekrönt von einer Galerie, von der nur noch die Substruktionen erhalten sind. Nach dem Untergang des Weströmischen Reiches wurde das Theater aufgegeben und vom Mittelalter bis in das frühe zwanzigste Jahrhundert als Steinbruch genutzt.